# Cyrtoclytus capra
Cyrtoclytus capra är en skalbaggsart som först beskrevs av Ernst Friedrich Germar 1824.  Cyrtoclytus capra ingår i släktet Cyrtoclytus och familjen långhorningar.
Artens utbredningsområde är:
- Frankrike.
- Iran.
- Kazakstan.
- Ukraina.

Arten har ej påträffats i Sverige. Inga underarter finns listade i Catalogue of Life.

## Bildgalleri

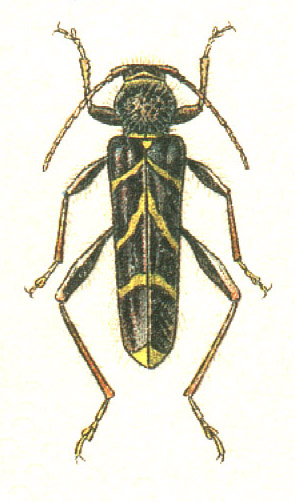